# アスガード (スターゲイト)
この記事はスターゲイト SG-1における架空のエイリアンについての記述である。
SFテレビドラマシリーズであるスターゲイト SG-1において、アスガードはアイダと呼ばれる別の銀河出身の高度に発達した好意的な種族である。アスガードは度々地球を訪れ、北欧神話の元となったり、ロズウェル事件を引き起こしたエイリアンでもある。彼らは4大種族の同盟の一員で、スターゲイト世界において最も発達した種族の1つであり、ノックスそれとおそらくファーリングスにしかライバル視されていない。敵はオーライでゴアウルドはアスガードのことを敵とは考えずおそれている。技術レベルは大部分が死滅したか高みの存在へ昇華したエンシェントに次いで高い。

## 歴史
アスガードが最初に移り住んだ惑星は、アイダ銀河にある惑星オサラやハラである。

### 30,000年前
目的は不明だが、かつて仮死状態のクルーを乗せたあるアスガード船はアスガードの母星を去った。しかし、ナビゲーションコンピュータがどこかでダメージを受け、船は銀河間を漂流し、最終的には天の川銀河系を漂流していた（意図した目的地であるかは不明）。その船は最近アスガードの科学者により発見され、中にいたのは完全に保存されたアスガードの祖先であった。

### 10,000年前
アスガードは銀河系における4大種族の同盟の一員であった（他の種族はエンシェント、ノックス、ファーリングス）。

### 10,000年前から現在に至るまで
アスガードが警戒していたにもかかわらず、ゴアウルドは銀河系における大きな脅威となり、ゴアウルドはこの間に人間を宿主として寄生を始めた。これにアスガードは立腹したが同時に、かつての偉大な種族であるアルテラ人（エンシェント）のような人間らしさは卓越した潜在能力であると認識したのである。アスガードとゴアウルドは戦争になったが、アスガードはアイダ銀河におけるより大きな脅威に対処するため撤退を余儀なくされる。
ゴアウルドに銀河系を完全に明け渡すのは気が進まなかったが、アスガードは様々な世界の人間を解放し、移住させ、自らの発達した技術を神の魔術としてしか理解できないような人間に対して守護神となるのであった（これが北欧神話の起源）。これらの惑星の安全を保障するため、アスガードとゴアウルドは不可侵協定に同意し、アスガードはゴアウルドに様々な利益を認め、ゴアウルドは人間に危害を加えるのを止めた。両種族がこの協定に他の惑星を含める事に、同意したとき拡大することができこのときに地球が含まれた。この条約は、より強力な敵であるアスガードを怒らせたくないとして、全てのゴアウルドが遵守する数少ない条約のうちの一つであった。
しかし、真のところ、この条約はアスガード側のはったりであった。アイダ銀河における脅威に気をとられてしまい、アスガードは度々ゴアウルドを圧倒する力を見せつけるだけで、条約を施行するほどの力は不足していた。

### 天敵レプリケーター
アスガードが地球と銀河系をゴアウルドから守ることができなかったのは、より強大な敵であるレプリケーターとの戦争のせいであった。レプリケーターはアスガードのエネルギー兵器にすぐに適応してしまうので、結果として戦争の大部分はレプリケーターを牽制するだけのものとなってしまう。しかし、単純な化学反応を用いた地球人の小規模な質量兵器は、原始的ではあるものの、レプリケーターが適応することは難しいとわかった。地球人はアスガードよりも「愚かな考え」を思いつくのに長けているとして、SG-1は度々アスガードから救援要請を受けることになる。カーター少佐の「愚かな考え」により、最新のアスガード船である「オニール号」は、レプリケーターの追跡を受けるハイパースペース航行の最中に自爆し、レプリケーターを巻き添えにした。トールはアスガードを代表して、レプリケーターを打ち負かした後には、アスガードはゴアウルドを打ち負かすためのあらゆる協力をすると約束をした。SG-1の助けにより、アスガードは全てのレプリケーターを何千年も閉じ込めておくという目的で時間膨張場へ誘き出すことに成功した（ただし、レプリケーターにとっての数千年はアスガードや地球人にとってほんの数分にすぎない）。
しかしその2年後、レプリケーターは時間膨張装置を利用してアスガードに作られたブラックホールから逃げ出し、アスガードの新しい母星であるオーリラに攻撃を開始する。レプリケーター船がハイパースペースから出てシールドが機能するまでのわずかな間に攻撃するというヴァルハラのアジール司令官の抵抗も空しく、レプリケーターは生き残り、オーリラへ降り立ってしまう。その中に「フィフス」として知られる人間型のレプリケーターがいたのである。エンシェントの知識保管庫から知識をダウンロードしたオニール大佐は、レプリケーターの細胞間コミュニケーション網を永久に破壊し、自己再生不能な構成要素にまで分解できる武器を作り出した。トールはその巨大版の作成に成功し、惑星オーリラの全てのレプリケーターを無力化するほど規模の大きい攻撃を行ったが、またしてもフィフスを含む多くのレプリケーターに逃げられてしまう。
生き残ったレプリケーターは次に、銀河系へと注意を向けた。彼らは対レプリケーター武器に適応できるため、アスガードは地球人やジャファへの救援にトールしか派遣できなかった。レプリケーターが最終的に破壊されたのは、地球人とゴアウルドのバールが協力して惑星ダカラに残されていたエンシェントの兵器を起動し、スターゲイトネットワークに干渉して銀河系内の全スターゲイトを同時に接続することで、銀河系に存在する全レプリケーターを原子レベルにまで破壊した時である。銀河系外に少数の生き残りがいるかもしれないという懸念もあったが、仮に生き残っているとしてもそんなに遠くては連絡をとる手段はないであろう。

### レプリケーターを倒してから絶滅とその後
シーズン9最終話の「神に抗う者」（原題：「Camelot」）でアスガードは、スーパーゲイトを通じて侵攻してくるオーライ艦隊への攻撃を支援するが失敗に終わる。
スターゲイトSG-1シリーズの最終話「Unending」では、アスガードが行ってきたクローニングによって彼らの遺伝上の欠陥が回復不能な状態になっており、アスガード全員に広まっている致死性の遺伝病を直す事は最早不可能だということを、オーライと対決している地球人に伝えた。
アスガードは、自らの遺伝病によって苦しみながら死ぬよりも、故郷の惑星オーリラと共に滅ぶ方を選んだ。
彼らは、築き上げてきた技術と過ち（クローン技術の使用）を犯した歴史が自らと共に失われること、後に間違った者の手によって悪用されることも望まなかったので、「宇宙四大種族」に続く「五番目の種族」たり得る地球人に自らの全てを与えた。この決定に対し、アスガード内では反対意見も出されたが、ほとんどは賛成の立場をとった。
地球が所有する宇宙航行戦艦「オデッセイ」にアスガードの先進技術がインストールされた直後、アスガードテクノロジーに対するセンサーを有している3隻のオーライ船が惑星オーリラ付近に出現し、軌道上を周回していたオデッセイに対し攻撃を開始した。その攻撃を防いだオデッセイは、インストールされたばかりのアスガードテクノロジーによって反撃、無敵の防御力を誇っていたオーライ船を1隻沈めることに成功した。
その後、オデッセイに自らの技術を残すために来ていたアスガード達はオーリラへと戻り、SG-1が見守る中、惑星の爆発とともにアイダ銀河から滅んだ。
スターゲイト アトランティスの最終シーズン"The Lost Tribe"では、はるか昔にペガサス銀河へ移住したアスガードが登場する。しかし彼はアイダ銀河のアスガードが禁忌とした人体実験を行うことによって生き延びており、地球のアトランティス探検隊とは敵対する。

## 特徴

### 哲学

#### 30,000年前
アスガードはかつて背の高いヒューマノイド型の種であった。当時は人類と同じように有性生殖を行っていたが、滅亡の危機にさらされクローン作製を行うようになった。それ以来、遺伝子が劣化し、およそ1000年前に有性生殖の能力を失ってしまった。

#### 現在
彼らは自らの体を複製し、自らの意識をその複製した体に移すことで、数百万年もの間生き延びてきた。個々のクローンの寿命は約2000年、繰り返しクローンを行ったために遺伝子がもはや修復不可能なレベルにまで劣化し、種族が滅びる時まで生き残ったアスガード達は、もはやこれ以上種族を存続させるのは不可能だと悟ったのだろう。トールはスターゲイトSG-1の最終回"Unending"において、「われわれの肉体的退化を食い止めるべく行われた最後の試みは、われら全員に病状の悪化を早めるという結果を残した」と述べている。あまりにも長い間自らをクローンし続けてきた結果、かつて疫病によって滅びかけたエンシェントが行ったように「高みに昇る」ための進化を進めることも、アスガードにはもはや不可能となっていた。トールは「できることはすべてやった」と話を続けた。そして、アスガードはタウリ（地球）に全てを、つまり彼らの全知識・全技術を託そうとした（しかしながら、アスガードの中には「人類が未だ幼すぎる」と考える者も未だ多かった）。エンシェントが静かに銀河の守護者たる役目をアスガードに譲ったのと同じように、アスガードもその役目をタウリ（地球）に譲った。
なお、アスガードは実際にアメリカで起こったロズウェル事件のグレイと極めて似た姿で登場しており、作品内でも「ロズウェルで君達が見たのは我々だ」とする主旨の発言をトールが行っている。

## 社会

### 言語
アスガルドの言語は、ゲルマン言語の形成に影響したと思われる。 地球の言語（英語）を話せたことから基本的に全ての言語を理解し話す能力があると考えられる。

### 北欧神話の神々としてのアスガード
人類を奴隷として効果的に支配するために自らを神であるとして振る舞ったゴアウルドに対抗するため、アスガードもまた未開種族であった人類に自らを神であると名乗り、先進的な自らの科学技術を「魔術」として人類に与えた。それ故、人類に姿を現す際は通常人の姿のホログラムを用いて現れる。アスガードという種の名は、虹の橋で人の世界ミッドガルドと繋がっている神の国を意味するアスガルドから来ている。また、北欧神話の神々の一部はアスガードを由来としている。
| 名           | 起源               | 伝統的外観                         | 注                                                                 |
| ------------ | ------------------ | ---------------------------------- | ------------------------------------------------------------------ |
| トール       | 雷神               | 力強いバイキング                   | アスガード艦隊最高司令官                                           |
| ハイムドール | ビフレストの守護者 | 力強いバイキング                   | 科学者                                                             |
| ロキ         | 悪戯好きの神       | 弱いが狡賢で、姿形を変えられる男性 | 違法科学者                                                         |
| アジール     | 海の王             | 巨人                               | アスガードの新たな母星オーリラの防衛軍を指揮したヴァルハラの司令官 |
| バシール     | 知恵の神           | 力強いバイキング                   | 科学者                                                             |
| ハーミオド   | 神々の使者         | 力強いバイキング                   | 技術者                                                             |
| フレイア     | 豊穣の女神         | 力強いバイキング                   | アスガード最高評議員                                               |

### アスガード最高評議会
アスガード最高評議会は、アスガード種族の統治機構である。同評議会の規模や機構は不明であるが、フレイア、トールとペネガル最高評議員長（Red SkyおよびNew Order）を含む少なくとも7名の常務委員がいる。アスガード最高評議会は種族全体にかかわる決定を下すものの、その正確な政治的権限（の範囲）は不明である。付け加えると、同評議会はタウリ（地球）の利権にかかわる交渉（中でも重要なのは惑星群保護条約である）にも参加している。
彼らは他の銀河にいる仲間ともコンタクトできるホログラム投影機を用いて、大きな会議場に集まっている。オニールもこのシステムによって、彼らと顔なじみになった。

### 惑星保護協約の改正
アスガードはタウリ（地球）との接触以来地球に対し度々援助を行ってきたが、その最も大規模なものが「惑星保護協約」を地球に対し適用した事である。この協約はゴアウルドの横暴を防ぐべく、アスガードが未開惑星と認めた惑星に対するゴアウルドの干渉を禁じる事を主な目的とし、アスガードとゴアウルド間の危うい和平関係を数千年の間維持するのに役立ってきたものであり、ゴアウルドの一派が地球総攻撃を計画している事を察知したアスガードはゴアウルド・地球・アスガード間で会合を開き、地球をこの協約の適用対象とする旨をゴアウルドに認めさせたのであった。
ゴアウルドより遙かに進んだ科学技術を有し、道徳的な面で彼らを嫌っているにもかかわらず何故アスガードはゴアウルドの横暴を認める主旨の条約を結んだのかというオニール大佐の質問を受けたアスガードは「彼らよりも遙かに危険な敵」の存在をその理由に挙げている。これはレプリケーターのことであり、後に地球側も接触することとなる。アイダ銀河におけるアスガードとレプリケーターとの戦争は熾烈を極めており、ゴアウルドに対し攻撃を仕掛ける程の余裕は無かった。つまり、アスガードはゴアウルドに対しその武力をちらつかせていただけで、実際に条約を遵守させる事は不可能だったのだ。
ゴアウルド側からは支配階級のユー、ニルティ、クロノスが、地球からはオニール大佐が、アスガード側からはトールが出席して開催された会合において結ばれた条約は「ゴアウルドの全支配階級による地球への攻撃禁止」及び「仮にゴアウルドによる攻撃が行われた場合はゴアウルド側がその責を負う」という内容であった。この条約は支配階級の一人であったアヌビス等によって後に度々破られるものの、大多数のゴアウルドはアスガードの怒りを恐れ中立の立場を守った事から、この条約は一定の効力を有したと言えよう。
なお、地球以外の22の惑星もこの条約の適用対象とされ、ゴアウルドによる侵攻から保護されていた。

## 戦術
アスガードの戦略については、ほとんど分かっていない。なぜなら、進んだ軍事技術で敵を圧倒してしまうからである。アスガードとまともに渡り合えるのはレプリケーターとオーライ、ことによるとノックスとファーリング（両方ともアスガードには友好的である）のみであるため、アスガードは軍事技術で敵に勝利してしまう。アスガードは策略をめぐらすことを恥とは思わないことでも知られている。これについては、別の問題のせいで直接に干渉する力もないのに、ゴアウルドを壊滅させることができるとはったりで脅し、保護惑星協約を結ぶなどが挙げられる。
アスガードは戦闘において自分を犠牲にすることをいとわないことも、特筆に値する。新たな母星であるオーリラに向かうレプリケーターの船を破壊するために、ハイパースペースで自分の船を自爆させることをトールが決断した時などがそれである。これは、勇敢な軍神という北欧神話の像と一致する。
さらに述べると、アスガードという種族は、まともに実行できる軍事戦略を策定するのには幾分問題があるといわれている。なぜならば、アスガードの頭脳は発達し複雑になりすぎてしまっているために、原始的な手段に訴えて敵を打ち負かすといったことが逆にほとんどできなくなってしまっているからである。これが主な理由になって、地球では最も賢い人物の部類に入るサマンサ・カーターをわざわざさらってきたにも拘わらず、レプリケーターに対抗するための（船を自爆させるという）原始的な戦略を作らせている。
高い防御性能の巨大な戦艦を保持してはいるのだが、大体においてアスガードは好戦的な種族ではなく、（ゴアウルドに対する嫌悪に由来する）攻撃目的で技術を用いることには強く難色を示す。

## テクノロジー
アスガートは vastly ゴアウルドよりも優れた技術水準を誇っている, although they do not seem to extensively employ the cloaking technology so common among ゴアウルド, they do possess it. Indeed, the only 種族　with technology on the level of アスガード are ノックス、ファーリングス、エンシェント、オーライ（そして、今では地球人）. アスガード船は　capable of traversing 何千光年 of space in minutes,そして、それらは have mastered advanced 転送装置やホログラム投影機. アスガード船は capable of operating with as few as 1人 on board. このことは、彼らの船が多くの自動化された　systems　を有していることを示している。 However, this is not standard procedure as, in certain episodes, トール has made references to evacuating the crew off the ship.
アスガードは、少なくとも3種類の船：ビリスクナー級クルーザー、ダニエル・ジャクソン級　科学vessel、そしてオニール級戦艦を保有している。  It was shown in Unending that Asgard directed-energy weaponry is capable of destroying オーライの母船 in a few shots and their シールド can take even direct attacks from オーライの兵器.
アスガードの全てのテクノロジーと知識は現在タウリ（地球）が所有している。絶滅の前の人類への贈り物である。

## 参照
1. ↑  スターゲイト SG-1 episode S06#12 レプリケーター人間
2. ↑  スターゲイト SG-1 episode S01#10 一人ぼっちの星
3. ↑  スターゲイト SG-1 episode S04#01 レプリケイター地球侵入
4. ↑  スターゲイト SG-1 episode S05#22 絶滅の危機を救え！
5. ↑  スターゲイト SG-1 episode S07#03 不安定なDNA
6. ↑  スターゲイト アトランティス episode S02#01 迫り来る危機